# كلاوس ماير (مجدف)
كلاوس ماير (بالألمانية: Klaus Meyer)‏ هو مجدف ألماني، ولد في 21 يناير 1954 في كولونيا في ألمانيا.

## وصلات خارجية
- كلاوس ماير على موقع الاتحاد الدولي للتجديف (الإنجليزية)
- كلاوس ماير على موقع اللجنة الأولمبية الدولية (الإنجليزية)
- كلاوس ماير على موقع أوليمبيديا (الإنجليزية)